# Flüchtling

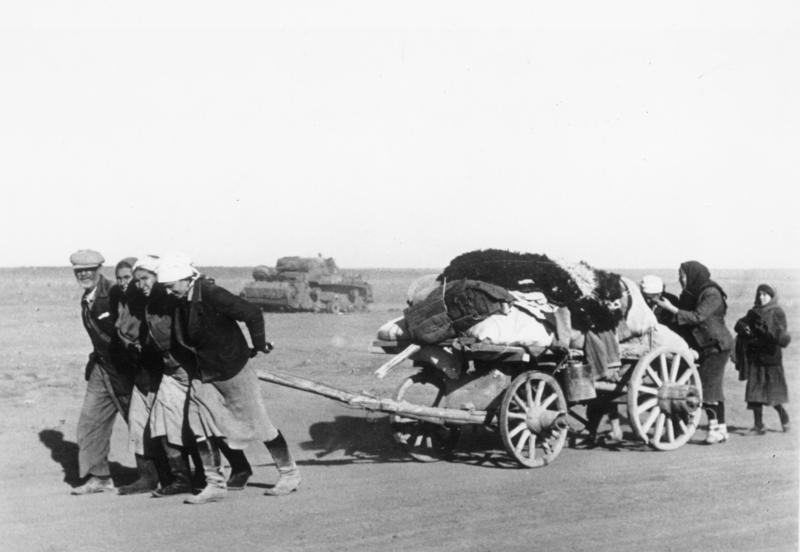
Flüchtlinge bei Stalingrad (1942)

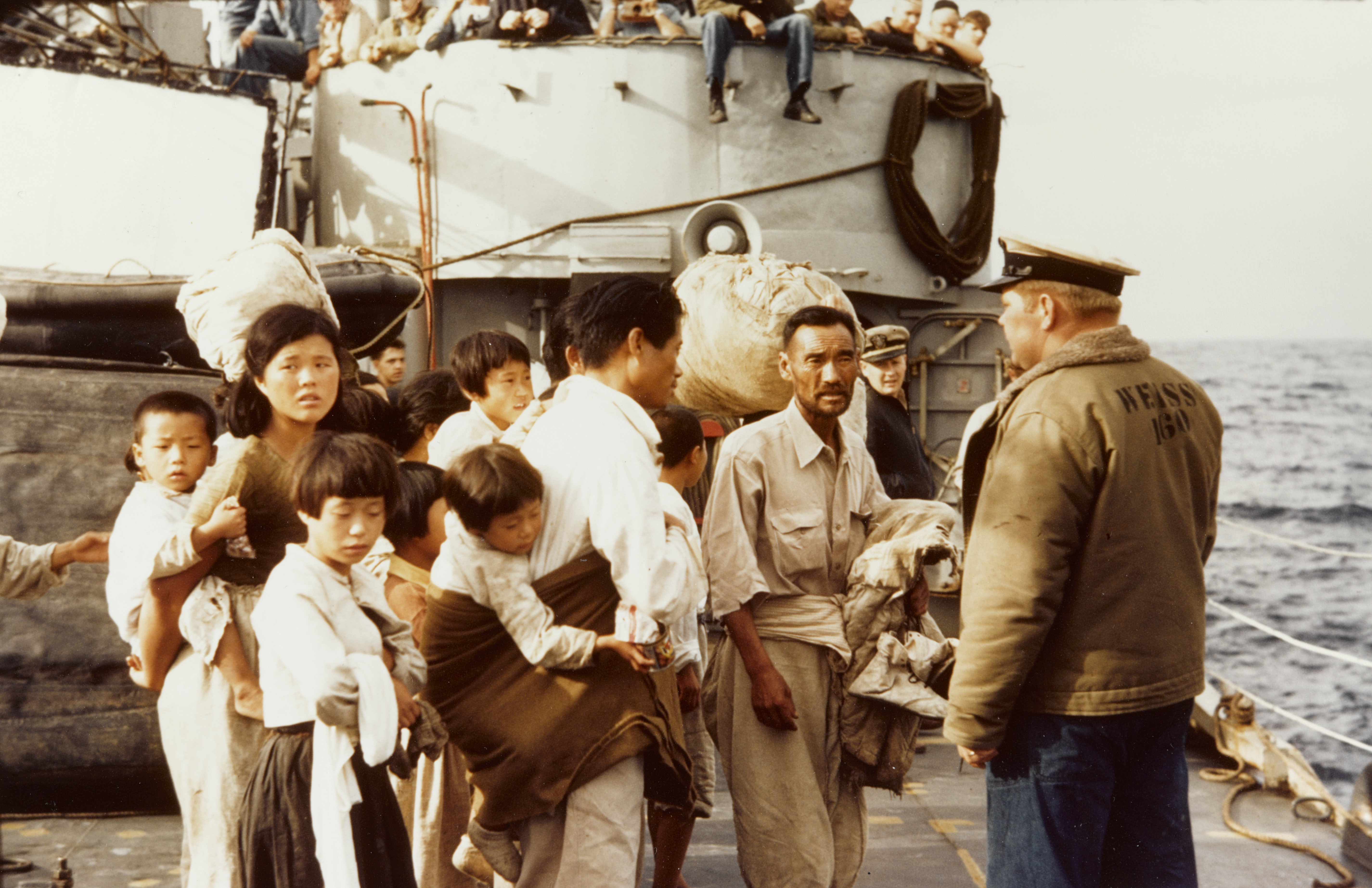
Kriegsflüchtlinge aus Nordkorea (1952)

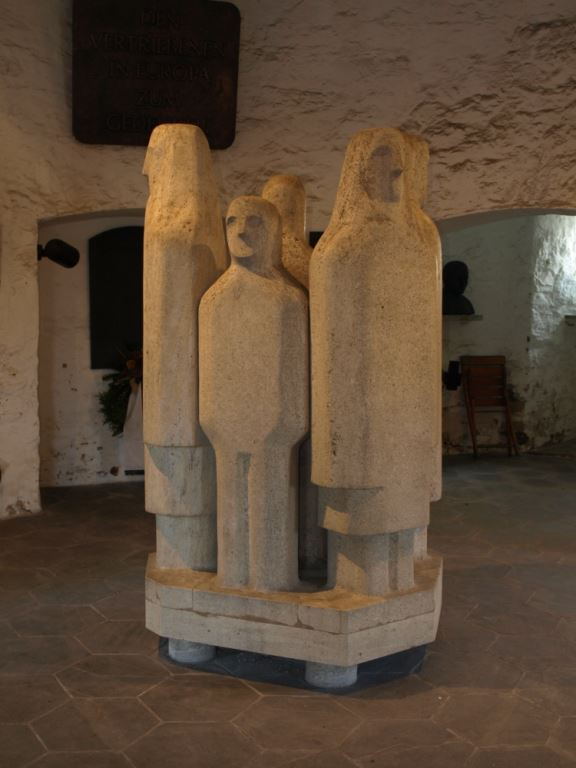
Kurt Schwerdtfeger: Flüchtlingsfamilie (Gedenkstätte des Deutschen Ostens, Schloss Burg)

Der Begriff Flüchtling wird international rechtlich durch die Genfer Flüchtlingskonvention von 1951 definiert. Regionale Übereinkommen verwenden teilweise abweichende Definitionen. Im allgemeinen Sprachgebrauch bezeichnet er eine Person, die ihre Heimat oder ihren vorherigen Aufenthaltsort wegen politischer Zwangsmaßnahmen, Kriegen oder lebensbedrohlicher Notlagen vorübergehend oder dauerhaft verlassen hat. Häufig tritt der Sammelbegriff Flüchtlinge auf. Die Genfer Flüchtlingskonvention, die Grundlage des internationalen Flüchtlingsrechts ist, benutzt einen enger gefassten Flüchtlingsbegriff: Danach gilt als Flüchtling eine Person, die „aus der begründeten Furcht vor Verfolgung wegen ihrer Rasse, Religion, Nationalität, Zugehörigkeit zu einer bestimmten sozialen Gruppe oder wegen ihrer politischen Überzeugung sich außerhalb des Landes befindet, dessen Staatsangehörigkeit sie besitzt“. Personen, die unter diese Definition fallen, werden auch als „Konventionsflüchtlinge“ bezeichnet.

## Begriff

### Begriffsgeschichte
Schon in der Nachkriegszeit wurde Flüchtling in Deutschland als umgangssprachliche Bezeichnung für Zwangsmigration genutzt, die in der damaligen Zeit unter anderen die folgenden Gruppen umfasste: Evakuierte, Geflohene und Vertriebene aus Mittel- und Osteuropa, Kriegsgefangene, die nicht mehr in ihre Heimat zurückkehrten, Flüchtlinge, die über die grüne Grenze kamen und Displaced Persons. Im flüchtlingspolitischen Diskurs wurde der Ausdruck Flüchtling uneinheitlich als Sammelbegriff oder als Kennzeichnung ausgewählter Personengruppen verwendet. Im rechtlichen und öffentlich-politischen Sprachgebrauch kristallisierten sich die zwei Gruppen „Ausgewiesene und Flüchtlinge aus Ost- und Südosteuropa“ und die „Flüchtlinge und Zuwanderer aus der Sowjetzone“ heraus. „Displaced Persons“ wurden rechtlich als heimatlose Ausländer eingestuft.
In den 80er Jahren wurden Asyl und Asylant die Leitvokabeln. Wie sprachstrategisch versucht wird, mit der Differenzierung zwischen (echtem) Flüchtling und (unechtem) Wirtschaftsflüchtling, den Schutzsuchenden die Triftigkeit der Motive für das Verlassen der Heimat abzusprechen, erinnert dabei an die Differenzierung zwischen politischer Flüchtling und unechter illegaler Flüchtling für die Sowjetzonenflüchtlinge.

### Wort des Jahres
Die Gesellschaft für deutsche Sprache (GfdS) entschied, dass Flüchtlinge das Wort des Jahres 2015 sei. Es handele sich nicht nur um das das Jahr 2015 beherrschende politische Thema, das Wort sei auch sprachlich interessant, so die Begründung.
Die GfdS weist auf negative Konnotationen des Begriffs hin:

„Gebildet aus dem Verb flüchten und dem Ableitungssuffix -ling (›Person, die durch eine Eigenschaft oder ein Merkmal charakterisiert ist‹), klingt Flüchtling für sprachsensible Ohren tendenziell abschätzig: Analoge Bildungen wie Eindringling, Emporkömmling oder Schreiberling sind negativ konnotiert, andere wie Prüfling, Lehrling, Findling, Sträfling oder Schützling haben eine deutlich passive Komponente. Neuerdings ist daher öfters alternativ von Geflüchteten die Rede. Ob sich dieser Ausdruck im allgemeinen Sprachgebrauch durchsetzen wird, bleibt abzuwarten.“

In Kreisen der politischen Linken wird oftmals in deutschsprachigen Äußerungen der Begriff Flüchtling durch dessen englisches Pendant Refugee ersetzt. Auch der Begriff Schutzsuchende wird manchmal verwendet. Dagegen wird eingewendet, Geflüchtete oder Refugees seien keine Eigenbezeichnungen und daher ebenso problematisch. Es gibt daher auch die Position, den Begriff Flüchtling zu verteidigen, dieser sei positiver besetzt als der negativ konnotierte Begriff Asylant. Auch in Komposita wird in der Regel der Begriff Flüchtling verwendet, etwa Flüchtlingskrise und Flüchtlingshilfe.

## Rechtsstatus

Parteien des Abkommens über die Rechtsstellung der Flüchtlinge:
Parteien des Abkommens von 1951
Parteien des Protokolls von 1967
Parteien beider Verträge
Parteien keines der beiden Verträge

Der Rechtsstatus eines Flüchtlings richtet sich nach internationalen und nationalen Bestimmungen:
- nach der Genfer Flüchtlingskonvention, soweit der schutzgewährende Staat ihr beigetreten ist,
- innerhalb der Europäischen Union zusätzlich nach europäischen Rechtsvorschriften, insbesondere der Qualifikationsrichtlinie,
- nach nationalen Rechtsvorschriften (denen gemäß er in einigen Ländern Asyl und gegebenenfalls nachrangigen Schutz beantragen kann).

Das internationale Flüchtlingsrecht legt fest, welche Gründe vorliegen müssen, damit eine Person als Flüchtling internationalen Schutz erhalten kann. Wer Flüchtling ist, wird im internationalen Flüchtlingsrecht hauptsächlich durch die Genfer Flüchtlingskonvention (1951) definiert, aber auch durch kleinere Abkommen, wie das von Addis Abeba (1969) oder das von Cartagena (1984).

Nach der Genfer Flüchtlingskonvention wird als Konventionsflüchtling anerkannt, wer 

„[…] aus der begründeten Furcht vor Verfolgung aus Gründen der Rasse, Religion, Nationalität, Zugehörigkeit zu einer bestimmten sozialen Gruppe oder wegen seiner politischen Überzeugung sich außerhalb des Landes befindet, dessen Staatsangehörigkeit er besitzt, und den Schutz dieses Landes nicht in Anspruch nehmen kann oder wegen dieser Befürchtungen nicht in Anspruch nehmen will; oder der sich als staatenlos infolge solcher Ereignisse außerhalb des Landes befindet, in welchem er seinen gewöhnlichen Aufenthalt hatte, und nicht dorthin zurückkehren kann oder wegen der erwähnten Befürchtungen nicht dorthin zurückkehren will.“

Die 1969 in Addis Abeba verabschiedete Flüchtlingskonvention der Organisation für Afrikanische Einheit erkennt auch Personen als Flüchtlinge an, die „wegen Aggression von außen, Besetzung, Fremdherrschaft oder aufgrund von Ereignissen, die die öffentliche Ordnung in einem Teil des Landes oder im gesamten Land ernsthaft stören, gezwungen ist, den Ort ihres gewöhnlichen Aufenthalts zu verlassen, um an einem anderen Ort außerhalb ihres Landes ihrer Herkunft oder ihrer Staatszugehörigkeit Zuflucht zu suchen.“ Dieser erweiterte Flüchtlingsbegriff, der auch Personen einschließt, die von Kriegsereignissen und Katastrophen entwurzelt wurden, wurde auch in mehreren UNO-Resolutionen begründet. Wer als Flüchtling anerkannt wird, liegt allerdings fast ausschließlich im Ermessen des Aufenthaltslandes, das den Antrag bearbeitet.

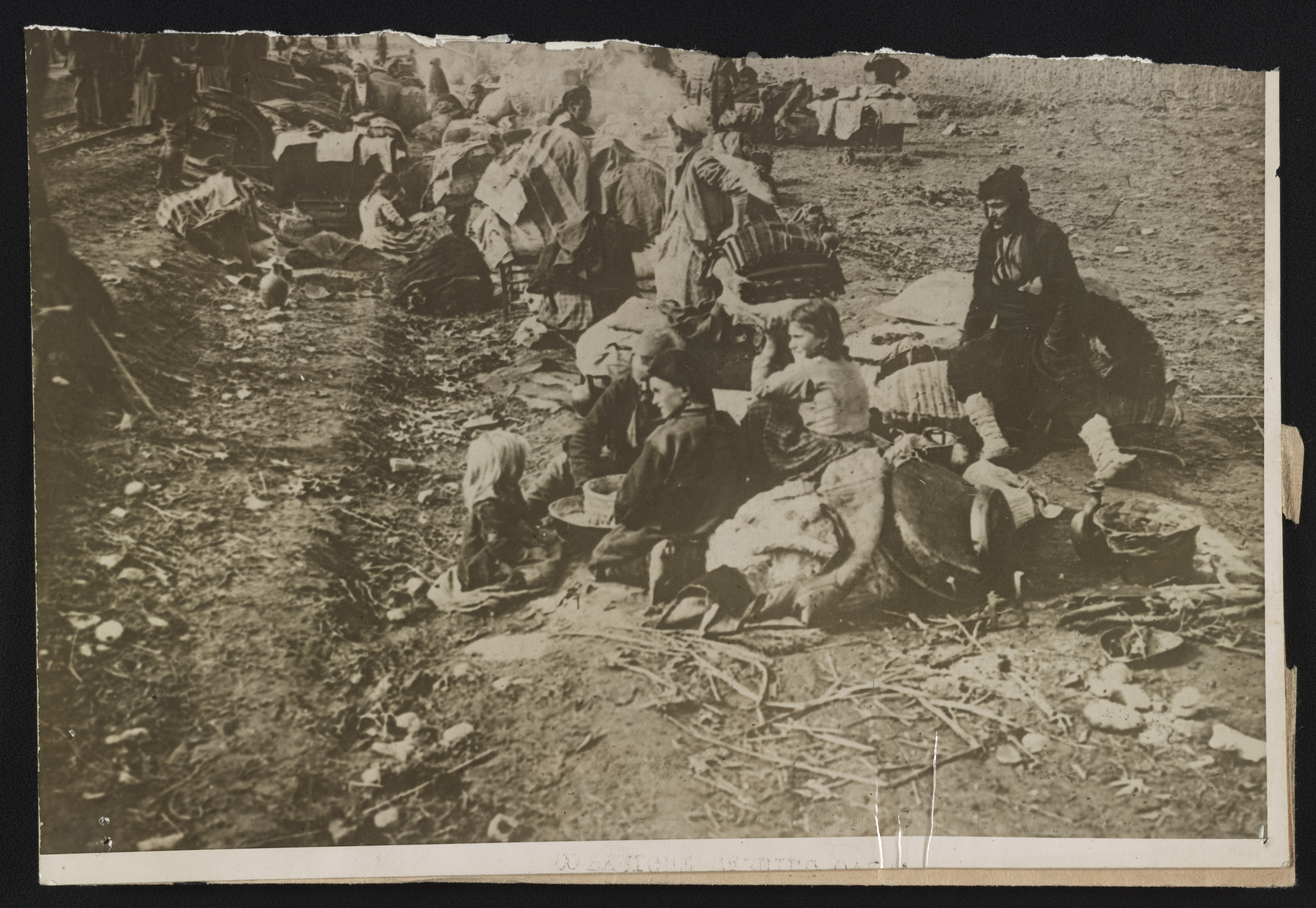
Flüchtende christliche Assyrer, welche 1919 aus Nordpersien vertrieben wurden.

Diese beiden Definitionen treffen nur auf internationale Flüchtlinge zu, die sich außerhalb ihres Heimatstaates befinden und in einem anderen Staat politisches Asyl suchen. Von ihnen sind daher nationale Flüchtlinge wie die deutschen „Heimatvertriebenen“ oder „Zonenflüchtlinge“ aus der SBZ zu unterscheiden.
Binnenflüchtlinge, die sich in einer „flüchtlingsähnlichen Situation“ befinden, werden von der Genfer Flüchtlingskonvention ausgeklammert, weil sie keine Staatsgrenze überschritten haben. Für diese gibt es die Verträge von Kampala aus dem Jahr 2009. Auch Umwelt- bzw. Klimaflüchtlinge, die wegen Umweltzerstörungen zum Verlassen ihrer Heimatgebiete veranlasst wurden, fallen nicht unter die Konvention von 1951. Ebenso wenig werden Kriegsflüchtlinge berücksichtigt. Ebenso fallen aus ökonomischen Motiven Ausgewanderte nicht unter diese Definition, selbst wenn sie aus Gebieten stammen, in denen Massenelend herrscht.
Die UNO beschloss 1947 den Teilungsplan für Palästina, welcher eine weitere Teilung des Gebiets des Völkerbundsmandats für Palästina von 1922 zur Folge hatte. Israel wurde infolgedessen am 14. Mai 1948 als repräsentative Demokratie mit einem parlamentarischen Regierungssystem proklamiert. Darauf folgte der Palästinakrieg von 1948, in dessen Gefolge etwa 800.000 Palästinaflüchtlinge in die Nachbarstaaten flohen. Wenige durften nach dem Waffenstillstand zurückkehren. Diese Palästinaflüchtlinge und ihre Nachkommen fallen nicht unter die oben genannten Definitionen und Verträge. Sie stehen unter dem Mandat des Hilfswerks der Vereinten Nationen für Palästina-Flüchtlinge im Nahen Osten (UNRWA), einer der Institutionen der UNO, die sich ausschließlich um „Palästina-Flüchtlinge“ kümmern (siehe Palästinensisches Flüchtlingsproblem). Hier tritt die Besonderheit auf, dass nicht nur Menschen, die unmittelbar von Flucht oder Vertreibung betroffen waren, ein Recht auf Registrierung und die Dienste haben, sondern er auch die Nachkommen männlicher Flüchtlinge. Dadurch ist die Zahl der Berechtigten mittlerweile auf rund sieben Millionen gestiegen.

### Aberkennung
Anerkannte Flüchtlinge, die das Gastland verlassen, um das Land zu besuchen, aus dem sie zuvor vor Verfolgung geflohen waren, können ihren Status als Flüchtling wieder verlieren. So erkannte die Schweiz 2015 189 Flüchtlingen aus Eritrea, dem Irak, Vietnam, Bosnien und Herzegowina, der Türkei und aus Tunesien wegen entsprechender Reisen den Status wieder ab. Nach Zeitungsberichten vom September 2016 verhindern im Gegensatz dazu in Deutschland die Verwaltungsvorschriften, solchen Verdachtsfällen nachzugehen.
Außerdem kann ein Flüchtling ausgewiesen werden, der in die Planung und/oder Durchführung von terroristischen Anschlägen oder sonstigen, die öffentliche Sicherheit gefährdende Akte, verwickelt ist. Eine Ausweisung aus Gründen der Staatssicherheit ist völkerrechtlich in Artikel 32 und 33 der Genfer Flüchtlingskonvention geregelt.

### Situation in Deutschland

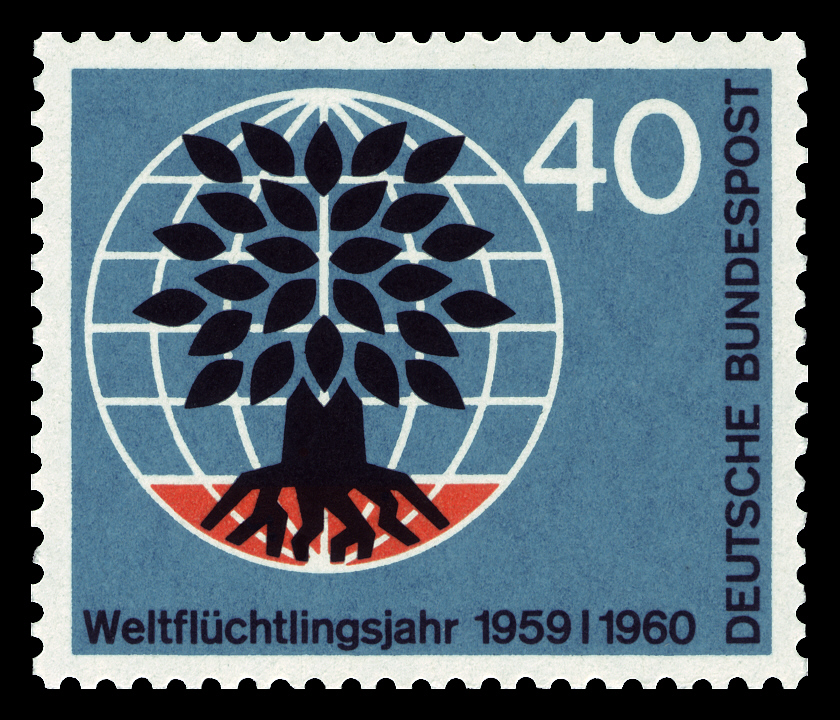
Westdeutsche Briefmarke (1960) zum Weltflüchtlingsjahr

In der Zeit des Kalten Krieges wurden Flüchtlinge aus dem Ostblock in Deutschland kollektiv als politische Flüchtlinge anerkannt.
Die deutsche Rechtsordnung unterscheidet zwischen der Anerkennung der Asylberechtigung (Art. 16a Grundgesetz), der Zuerkennung der Flüchtlingseigenschaft (als Konventionsflüchtling gemäß der Genfer Konvention) nach § 3 Abs. 1 des Asylgesetzes, und der Gewährung subsidiären Schutzes (gemäß der Qualifikationsrichtlinie). Das Asylrecht nach Art. 16a des Grundgesetzes hat heute wegen zahlreicher Einschränkungen nur noch geringe Bedeutung, daher beruhen die meisten Asylverfahren in Deutschland auf der Genfer Flüchtlingskonvention. Die Folgen, etwa für Schutzrechte und staatliche Unterstützung, sind für beide Gruppen aber dieselben. Bei subsidiär Schutzberechtigten ist hingegen z. B. die Befristung der Aufenthaltsdauer deutlich kürzer.
Daneben gibt es in Deutschland Kontingentflüchtlinge, die aufgrund einer politischen Entscheidung der Bundesregierung aufgenommen werden können. Sie durchlaufen kein Asyl- und auch kein sonstiges Anerkennungsverfahren, sondern erhalten mit ihrer Ankunft sofort eine Aufenthaltserlaubnis aus humanitären Gründen (§ 23 und § 24 AufenthG). Sie besitzen allerdings nicht (mehr) den Status eines anerkannten Flüchtlings gemäß Genfer Flüchtlingskonvention, so dass ihre Rechtsstellung stärker eingeschränkt werden kann. So sind zum Beispiel Wohnsitzauflagen gegenüber Kontingentflüchtlingen unter Umständen zulässig.

## Lebensbedingungen

### Vor und während der Flucht
Flüchtlinge haben unter Umständen ihre Heimat verlassen, weil sie dort verfolgt oder misshandelt und gefoltert wurden. Die Flucht verläuft teilweise unter dramatischen und strapaziösen Umständen. Viele von ihnen sind vor sexueller Gewalt in ihrem Heimatland geflohen, andere erfahren auf der Flucht Gewalt durch Schlepper oder Mitreisende. Insgesamt sind Flüchtlinge vor gewaltsamen Übergriffen – insbesondere vor politisch motivierten, rassistischen und sexuellen Übergriffen – oft unzureichend geschützt. Flüchtlinge haben aufgrund ihrer Situation oft Ungewissheit, wo sie in Monaten oder Jahren leben werden und wie es um Familienmitglieder im Heimatland steht.
UNICEF bewertet inoffizielle Flüchtlingslager in Libyen als „nichts anderes als Zwangsarbeitslager […] und Behelfs-Gefängnisse“.

### Während des Asylverfahrens
Vertragsstaaten der Genfer Flüchtlingskonvention haben Flüchtlingen, die sich rechtmäßig im Inland aufhalten, die gleiche Fürsorge und öffentliche Unterstützung zu gewähren wie Einheimischen (Art. 23 GFK). In einigen Staaten wird dabei gegebenenfalls auch auf eigenes Vermögen und Einkommen von Flüchtlingen zurückgegriffen.
Asylbewerber erhalten in den meisten Staaten während ihres Asylverfahrens zunächst keine Arbeitserlaubnis. Dies geschieht, um zu versuchen, tatsächlich Schutzsuchende von Personen zu trennen, die Asylansprüche zur Einreise nutzen, aber eigentlich Arbeitsmigranten sind. Auch sind Firmen ohnehin oft zurückhaltend bei der Einstellung von Personen, deren Asylverfahren noch nicht abgeschlossen ist. Die rechtliche Unsicherheit und die erzwungene Arbeitslosigkeit während langer Verfahren können für die Antragsteller eine psychische Belastung bedeuten. Zudem gehen durch fehlende Berufspraxis berufliche Qualifikationen und Expertise verloren, was die Beschäftigungsfähigkeit der Flüchtlinge auch nach dem Arbeitsverbot verringert und eine spätere Integration in den Arbeitsmarkt erschwert.
In einer Untersuchung der Lebenswelt und Alltagsbewältigung von Asylbewerbern in Deutschland beschreibt die Erziehungswissenschaftlerin Vicki Täubig die kasernierte Unterbringung in Flüchtlingsunterkünften anhand des Konzepts der „totalen Institution“, welches von Erving Goffman eingeführt wurde. Viele Flüchtlinge leben monate- oder jahrelang mit der Unsicherheit über die Zukunft in räumlicher Enge und fast ohne Privatsphäre, warten auf Entscheidungen der Behörden und müssen gegebenenfalls mit sozialen Schwierigkeiten unter den Bewohnergruppen oder „Security-Gewalt“ fertig werden.
Ein Gegengewicht kann der Zugang zu Unterricht oder Schule bilden. Teils sind kulturelle oder sportliche Aktivitäten möglich – sei es auf institutioneller Basis oder durch private Initiativen. Teils entfalten Flüchtlinge über die Erstaufnahmeeinrichtung hinaus eigene Aktivitäten, sei es mittels sozialer Kontakte, auf Basis eines eigenen Bildungshintergrundes oder durch die Initiative von Flüchtlingshilfevereinen. Beispiele sind etwa Studiengänge bei Kiron Open Higher Education. In Deutschland sind zudem zu nennen: eine vorübergehenden Ausübung von Heilkunde bei der medizinischen Versorgung von Flüchtlingen in den Jahren 2015 bis 2017, der Bundesfreiwilligendienst von 2015 bis 2018, und Akademiker-Studenten-Tandems bei academic experience Worldwide.
Im Jahr 2017 stellten der Europarat und UNHCR einen Europäischen Qualifikationspass für Flüchtlinge (European Qualifications Passport for Refugees, EQPR) vor. Hierbei werden anhand von Dokumenten, soweit vorhanden, und einem 45-minütigen strukturierten Interview die Qualifikationen eines Flüchtlings sowie seine Berufserfahrung und Sprachkenntnisse soweit möglich erfasst und dokumentiert. Staaten soll es mit dem EQPR leichter fallen, die Fähigkeiten von Flüchtlingen zu erfassen und sie schneller zu integrieren. Diese Initiative des Europarats beruht auf der Lissabon-Konvention und wird in Zusammenarbeit mit ENIC und nationalen Partnern durchgeführt.
Medien berichten über sexuellen Missbrauch, Machtmissbrauch und Gewalt in Flüchtlingsunterkünften, mit einer besonderen Gefährdung von Frauen und Kindern. Da es aufgrund traumatisierender Erfahrungen zu Bindungsstörungen zwischen Eltern und Kindern komme, suchten sich Kinder andere Bezugspersonen, etwa Wachleute oder andere Erwachsene, und seien dabei besonders gefährdet.

### Nach Erhalt des Flüchtlingsstatus
Laut einer in Deutschland durchgeführten Studie reagieren Migranten stärker als Einheimische auf Stresssignale. Kommt dauerhafter sozialer Stress hinzu, haben sie ein erhöhtes Risiko psychischer Erkrankung. Typischerweise machen sie im Zielland die Erfahrung, als Mitglied einer Gruppe ethnisch diskriminiert zu werden. Bei Flüchtlingen liegen zudem häufig Traumatisierungen vor, etwa durch Kriege, so dass es bei Existenzschwierigkeiten im Zielland zu einer Retraumatisierung kommen kann. Weltweit tragen Flüchtlinge ein zwei- bis dreifach hohes Risiko, an Depressionen oder Psychosen zu erkranken. Unter Migranten der zweiten Generation wurde ein erhöhtes Krankheitsrisiko für Psychosen festgestellt. (Zur medizinischen und psychotherapeutischen Versorgung von Asylbewerbern in Deutschland siehe Asylbewerberleistungsgesetz#Gesundheitliche Versorgung.)
Zur Unterstützung von Familien mit durch die Flucht traumatisierten Eltern und zur Prävention einer transgenerationalen Weitergabe wurden in Deutschland die Projekte ERSTE SCHRITTE und STEP-BY-STEP eingerichtet.

## Zahlen
Ende 2022 waren insgesamt fast 110 Millionen Menschen auf der Flucht. Seit Jahren wird jährlich der Rekord der höchsten erfassten Zahl gebrochen (Erfassung seit dem Zweiten Weltkrieg).
Dreiviertel der Flüchtlinge, die ins Ausland geflohen sind, lebte Ende 2019 in der Nähe ihrer Heimat. Nach Europa kamen weniger als zehn Prozent. Mit 1,1 Millionen Flüchtlingen war Deutschland 2019 nach der Türkei, Kolumbien, Pakistan und Uganda das fünftwichtigste Aufnahmeland.
Das BAMF führt seit 1953 eine Statistik zu Asylanträgen in Deutschland. Seitdem wurden bis einschließlich 2016 rund 5,3 Mio. Asylanträge gestellt. Davon entfielen auf die ersten 36 Jahre 1953–1989 ca. 18 % mit rund 0,9 Mio. Anträgen und auf die 27 Jahre 1990–2016 ca. 82 % mit rund 4,4 Mio. Anträgen. Frühere Allzeithochs waren 1980 mit 107.818 Anträgen und 1992 mit 438.191 Anträgen. Im Zuge des syrischen Bürgerkriegs erhöhte sich die Zahl der Flüchtlinge 2015 in der Flüchtlingskrise in Europa und damit auch in Deutschland sprunghaft.
Österreich nahm von 1945 bis 2015 laut UNHCR zwei Millionen Flüchtlinge auf, von denen fast 700.000 blieben. Die Hauptursachen für den Zustrom waren der Zweite Weltkrieg mit 1,4 Millionen Vertriebenen, der Volksaufstand in Ungarn mit 180.000, der Prager Frühling mit 162.000 Flüchtlingen und die Jugoslawienkriege.
| Status             | 1998       | 2000       | 2002       | 2004      | 2006       | 2008       | 2010       | 2012       | 2014       | 2015       | 2016       | 2017       | 2018       | 2019       | 2020       |
| ------------------ | ---------- | ---------- | ---------- | --------- | ---------- | ---------- | ---------- | ---------- | ---------- | ---------- | ---------- | ---------- | ---------- | ---------- | ---------- |
| Flüchtlinge        | 11.480.860 | 12.129.572 | 10.594.055 | 9.573.397 | 9.877.703  | 10.489.812 | 10.549.681 | 10.497.957 | 14.385.316 | 16.111.285 | 17.187.488 | 19.941.347 | 20.360.562 | 26.000.000 | 26.400.000 |
| Intern Vertriebene | 5.063.880  | 5.998.501  | 4.646.641  | 5.426.539 | 12.794.268 | 14.442.227 | 14.697.804 | 17.670.368 | 32.274.619 | 37.494.172 | 36.627.127 | 39.118.516 | 41.425.147 | 45.700.000 | 48.000.000 |

## Flüchtlingshilfe

### Internationale Flüchtlingshilfe

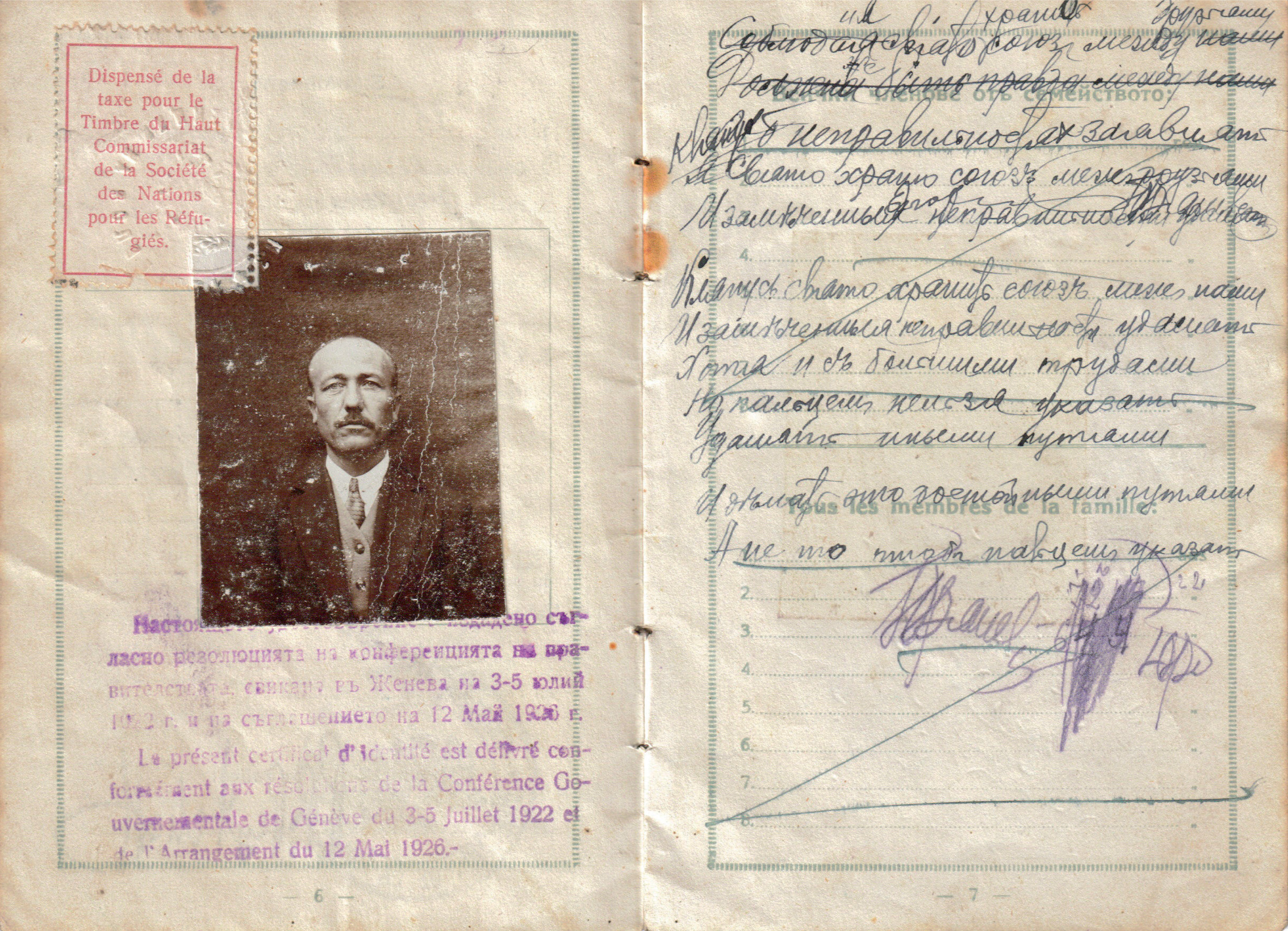
Nansen-Pass

Nach dem Ersten Weltkrieg und der Oktoberrevolution ergab sich, dass die Flüchtlingsprobleme nur auf zwischenstaatlicher Ebene gelöst werden könnten. 1921 wurde Fridtjof Nansen zum Völkerbundskommissar für die Betreuung der russischen Flüchtlinge ernannt. 1922 wurde in einem Abkommen die Ausstellung besonderer Flüchtlingsausweise (Nansenpass) geregelt. 1928 und 1933 wurde zum ersten Mal versucht, den Flüchtlingen einen rechtlichen Schutz zu gewähren. 1931 wurde das Office international Nansen pour les réfugiés zunächst interimistisch errichtet. Die 1933 einsetzende Massenflucht aus Deutschland führte zur Einsetzung eines Hohen Kommissars für die Betreuung der Deutschland-Flüchtlinge und ab 1939 auch der Österreich-Flüchtlinge. 1938 schuf der Völkerbund das Amt des Hohen Kommissars für Flüchtlinge und auf der Konferenz von Évian wurde im selben Jahr ein ständiges zwischenstaatliches Flüchtlingskomitee ins Leben gerufen. 1922 erhielt Nansen und 1938 das Office international Nansen pour les réfugiés den Friedensnobelpreis.
Die Nothilfe- und Wiederaufbauverwaltung der Vereinten Nationen oder kurz UNRRA (United Nations Relief and Rehabilitation Administration) war eine Hilfsorganisation, die bereits während des Zweiten Weltkrieges am 9. November 1943 auf Initiative der USA, der Sowjetunion, Großbritanniens und Chinas gegründet wurde. Sie wurde von der UNO übernommen und zum Jahresende 1946 durch die International Refugee Organization ersetzt.
Das UNO-Flüchtlingshilfswerk (UNHCR), auch Hochkommissariat für Flüchtlinge genannt, wurde 1950 gegründet und ist weltweit für die Belange von Flüchtlingen zuständig. Es bietet rechtlichen Schutz und organisiert Unterbringung und Versorgung in Flüchtlingslagern und urbanen Zentren. Da diese Unterbringung meist nur eine temporäre Lösung sein kann und sein soll, strebt die UNHCR dauerhafte Lösungen, sowohl für die Flüchtlinge als auch für die Erstaufnahmeländer an.
Die UNRWA ist ein spezielles Hilfswerk auf internationaler Ebene für Palästina-Flüchtlinge im Nahen Osten.
Die Binnenflüchtlinge (Internally Displaced Persons kurz IDP) als ein nationales Phänomen wurden in Achtung der innerstaatlichen Souveränität nicht unter den Schutz der Genfer Flüchtlingskonvention gestellt. Ihre Zahl steigt seit dem Ende des Kalten Krieges dramatisch an, da die Flüchtlingsaufnahme nicht mehr als Chance zur Demonstration der Überlegenheit des eigenen Lagers, sondern zunehmend als bedrohliche Herausforderung angesehen wird und die lokalen Konflikte zunehmend Zivilisten bedrohen. Die Maßnahmen zur Eindämmung von Grenzübertritten und zur Rückführung von Flüchtlingen ins Heimatland tragen ebenfalls dazu bei. Auf Seiten der UN kümmert sich der Hohe Kommissar der Vereinten Nationen für Menschenrechte um die Belange der IDPs und entwickelt auf freiwilliger internationaler Basis die Hilfe für IDPs.

#### UN-Sonderbotschafter für Flüchtlinge
Die Vereinten Nationen ernennen Sonderbotschafter für das UNHCR:
- 1987: Barbara Hendricks
- 2000: Adel Imam
- 2001: Angelina Jolie
- 2002: Giorgio Armani
- 2003: Julien Clerc
- 2017:[45] Yusra Mardini

#### Akute Lösungen

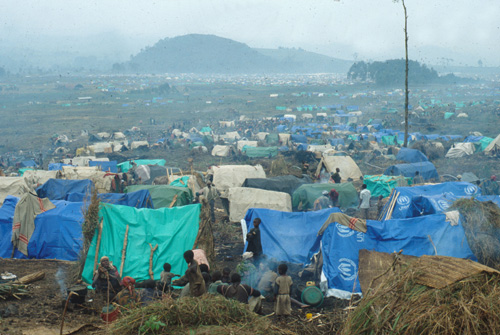
Flüchtlingslager in Zaire infolge des Völkermords in Ruanda, 1994

Beim akuten Eintreten einer großen Flüchtlingsbewegung bzw. -krise ist das UNHCR dafür zuständig, Flüchtlingslager einzurichten oder zumindest deren Einrichtung zu überwachen. In Ländern, die keine Lager haben wollen oder in denen die Errichtung von Lagern nicht möglich ist, sorgt das UNHCR dafür, dass Flüchtlinge in urbanen Zentren Unterstützung erhalten. Die Lebensbedingungen sowohl in den Lagern als auch in urbanen Zentren sind häufig nicht optimal, sondern an Mindeststandards ausgerichtet – die häufig noch unterschritten werden. Insbesondere Frauen und Mädchen in Flüchtlingslagern sind verstärkt Opfer von Vergewaltigungen oder Prostitution und von Geschlechtskrankheiten betroffen. In Flüchtlingslagern kann es zu Gewalt und Missbrauch sowohl durch andere Flüchtlinge als auch durch lokale Milizen und sogar durch Behörden, Polizei und andere „Beschützer“ kommen.
Neben der materiellen oder finanziellen Unterstützung für Flüchtlinge ist die rechtliche Unterstützung eine weitere Hauptaufgabe des UNHCR.
In manchen Ländern, so im Libanon, in Jordanien und in der Türkei, sehen sich geflüchtete Kinder dazu gezwungen manuelle Arbeiten zu verrichten, um Geld für den Lebensunterhalt für ihre Familien zu verdienen.
Nach den Erfahrungen aus den Jugoslawienkriegen verabschiedete die Europäische Gemeinschaft im Jahr 2001 die Massenzustrom-Richtlinie (2001/55/EG).

#### Dauerhafte Lösungen
Es gibt drei von der UNHCR angestrebte dauerhafte Lösungen (engl. durable solutions) für Flüchtlinge:
- Freiwillige Rückkehr ins Herkunftsland: Freiwillige Rückkehr (Engl. voluntary return) ist dann möglich und wird auch unterstützt und angestrebt, wenn die Situation im Herkunftsland wieder friedlich und stabil genug ist und Flüchtlinge keinem großen Risiko nach der Rückkehr ausgesetzt sind.
- Integration im Erstaufnahmeland: Erstaufnahmeländer können Flüchtlingen eine permanente Integration und die Einbürgerung ermöglichen.
- Aufnahme durch ein Drittland: Flüchtlinge werden von einem Drittland aufgenommen, das an einem „Umsiedlung“-Programm (Resettlement) der UNHCR-beteiligte ist.

### Nationale Flüchtlingshilfe
Das deutsche Flüchtlingshilfegesetz von 1965 war ein Bundesgesetz, nach dem denjenigen Personen, die nicht zum Lastenausgleich berechtigt waren, trotzdem gleichwertige staatliche Leistungen gewährt wurden. Der berechtigte Personenkreis umfasste deutsche Staatsangehörige und Personen deutscher Volkszugehörigkeit, die ihren Wohnsitz in der Deutschen Demokratischen Republik oder in Ost-Berlin hatten.

### Weltflüchtlingstage
Zum Gedenken an Flüchtlinge und Migranten findet jährlich am 19. Januar der 1914 von Papst Benedikt XV. ins Leben gerufene Welttag der Migranten und Flüchtlinge statt. Seit 2001 wird jährlich am 20. Juni der vom Hohen Flüchtlingskommissar der Vereinten Nationen (UNHCR) eingerichtete Weltflüchtlingstag begangen. Ebenfalls am 20. Juni begeht Deutschland seit 2015 den Gedenktag für die Opfer von Flucht und Vertreibung.

## Rezeption

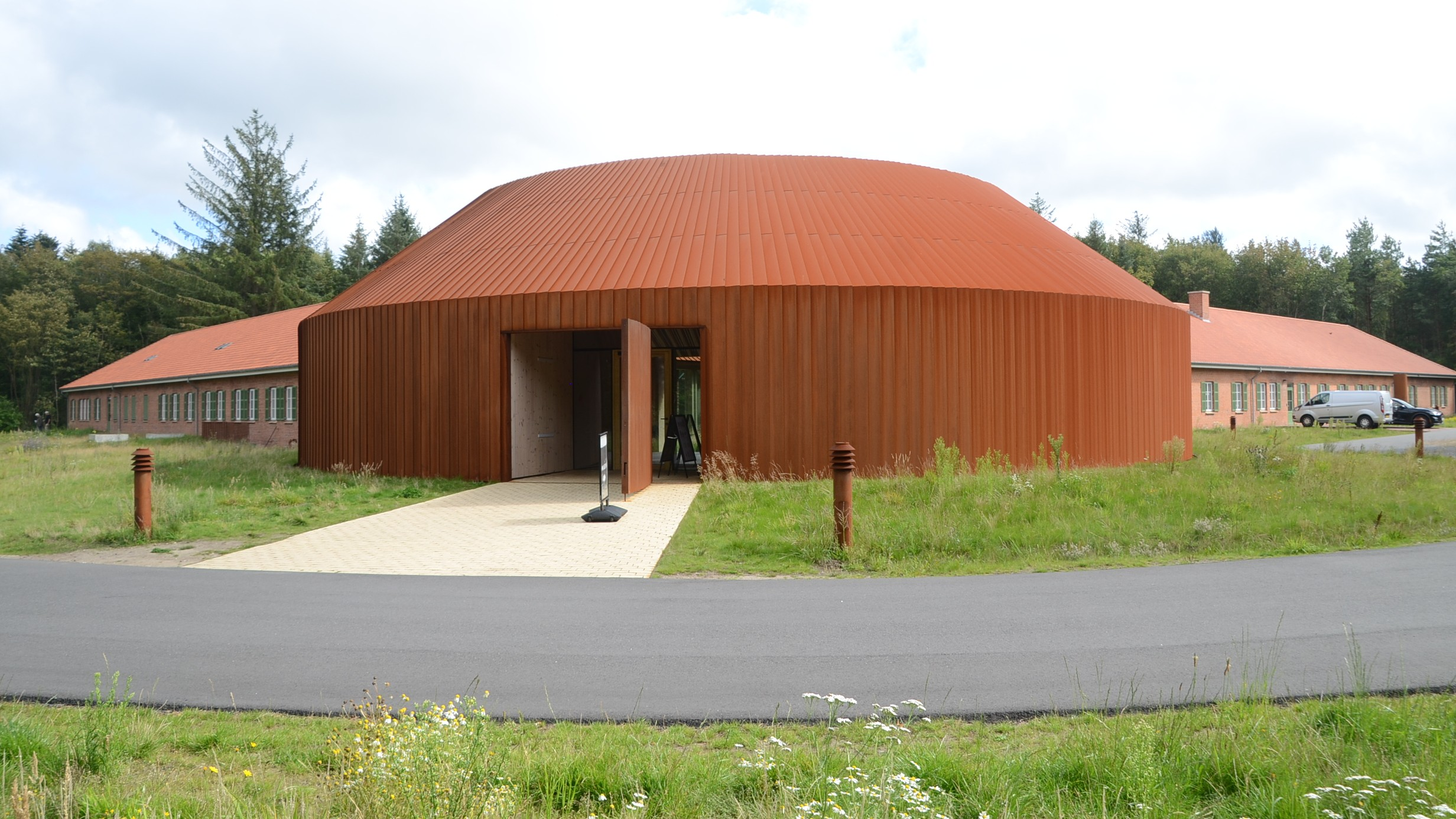
Der Eingang zum Museum Flugt in Oksbøl in Dänemark (August 2023)

Ende Juni 2022 wurde in der Gemeinde Oksbøl in Dänemark ein nationales „Fluchtmuseum“ eröffnet, das Flugt – Refugee Museum of Denmark, „Dänemarks neues Museum für internationale Flüchtlingserzählungen“: Es soll die „unbekannte Geschichte des größten Flüchtlingsstroms erzählen, den Dänemark je erlebt hat. Zugleich aber auch die Geschichte der vielen Flüchtlinge, die während der Nachkriegszeit [] ins Land gekommen sind. [Hier] sollen aus Zahlen Menschen werden. Wir wollen die universellen Problematiken, Gefühle und vielen Nuancen darstellen, die mit dem Leben auf der Flucht verbunden sind“.